# Lachapelle-Graillouse
Lachapelle-Graillouse – miejscowość i gmina we Francji, w regionie Owernia-Rodan-Alpy, w departamencie Ardèche.
Według danych na rok 1990 gminę zamieszkiwały 293 osoby, a gęstość zaludnienia wynosiła 14 osób/km² (wśród 2880 gmin regionu Rodan-Alpy Lachapelle-Graillouse plasuje się na 1336. miejscu pod względem liczby ludności, natomiast pod względem powierzchni na miejscu 463.).